# 大樟溪
大樟溪，位于中华人民共和国福建省中部的一条河流，是闽江右岸支流，源流称国宝溪，发源于德化县中部赤水镇东里村以北的戴云山，蜿蜒向东南流经德化县城，之后干流也称浐溪，注入龙门滩水库，于龙门滩镇出库后向东北流，流经南埕镇、水口镇、永泰县洑口乡、嵩口镇、梧桐镇、赤锡乡、富泉乡、县城樟城镇、城峰镇、葛岭镇、塘前乡、闽侯县南通镇、南屿镇等地，于南屿镇六十份村汇入闽江南支乌龙江。河长234千米，流域面积4843平方千米，河道平均比降2.1‰，年均径流量40.3亿立方米。